# RS-811
Pour les articles homonymes, voir Route 811.
La RS-811 est une route locale du Centre-Est de l'État du Rio Grande do Sul reliant la RS-130, depuis le territoire de la municipalité d'Arroio do Meio, à la commune de Travesseiro. Elle dessert ces deux seules communes, et est longue de 20,740 km.